# 陳朗昇

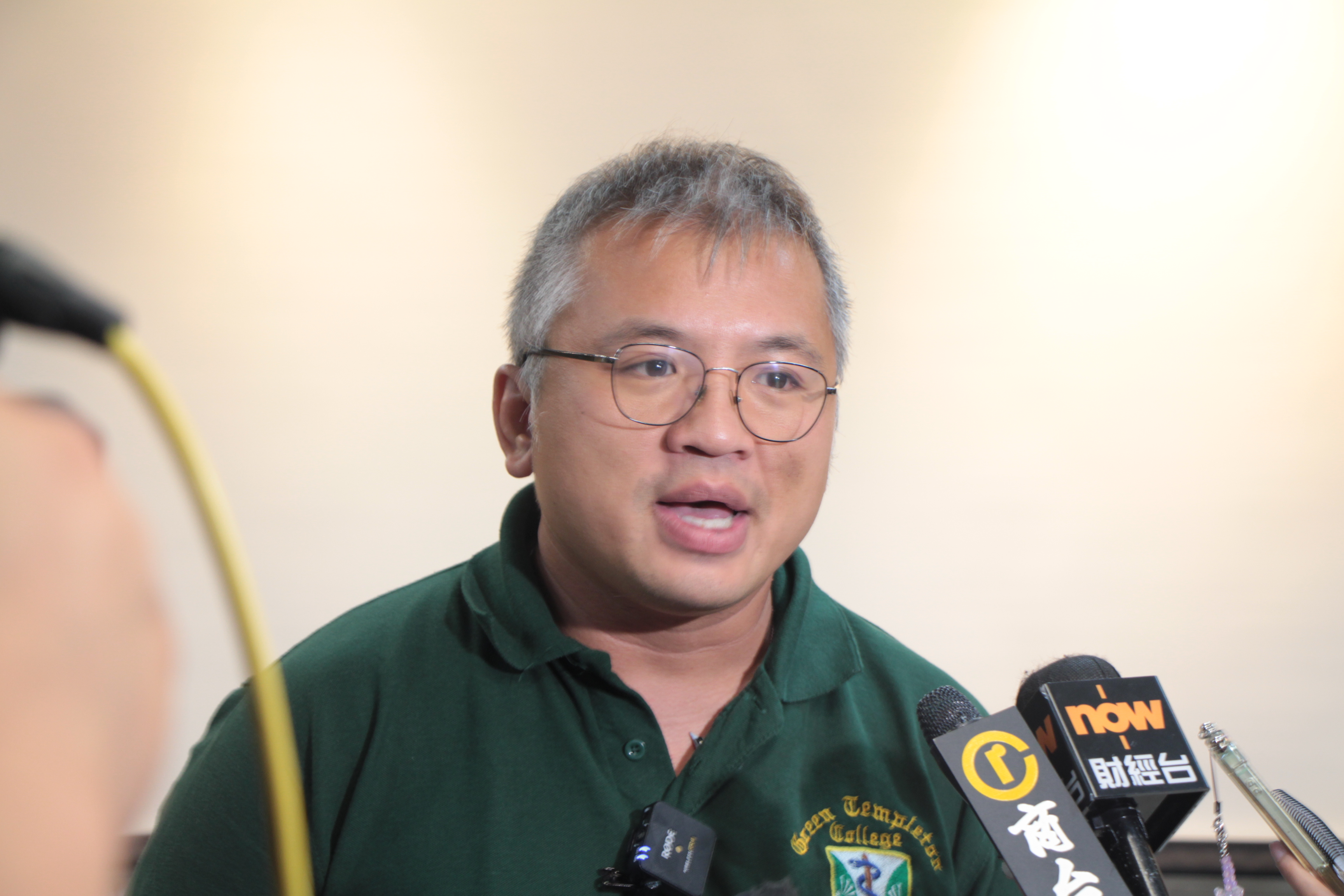
陳朗昇在香港記協周年會員大會上

陳朗昇（英語：Ronson Ron Sing Chan；1982年—），香港新聞工作者，前香港記者協會主席及立場新聞副採訪主任，Channel C保持通話live主持。

## 生平
他2003年在香港電台實習，2004年畢業入行，先後供職《文匯報》、《明報》及《東方日報》。到2016年轉投《傳真社》任職，形容工作性質辛苦但問題不大。其後因傳真社資源不足離開，失業達九個月，期間曾任送貨司機。2018年3月加入《立場新聞》工作。
於2021年12月被網民指控嫖妓，陳回應「需再了解」，又指收到消息可能有人跟蹤他。同月29日，警方拘捕《立場新聞》兩名總編輯及多名董事，陳亦在被警方搜屋，他的電腦、存摺、記者證等被檢走。
到2022年2月，陳到網媒《Channel C》任職，同年5月宣布將在10月到英國牛津大學路透研究所參加學人計劃。他強調在完成進修後會回港繼續新聞工作。
2022年9月7日，陳朗昇在採訪朗屏邨居民大會時，被警方指不合作而被逮捕，其後被控以一項阻差辧公罪。
2022年9月22日，他在西九龍裁判法院提堂，獲准以現金2萬元保釋，主任裁判官羅德泉認為毋須施加離境限制。案件押後至2023年9月25日頒下判词，法官梁嘉琪指他肆無忌憚、不合情理，沒有適時提供身分證明文件予警員查閱，考慮到當時態度和反應等，認為他故意阻撓警員執行職務，裁定陳朗昇阻差辦公罪成判囚5天，他獲准以3萬元保釋兼交出旅遊證件，等候上訴。

## 連接
1. ↑  . 明報. 2022-06-11  [2022-06-13]. （原始内容存档于2022-06-21）.
2. ↑  . www.facebook.com.   [2022-01-01] （中文（简体））.
3. ↑  頭條日報. . 頭條日報 Headline Daily.   [2022-01-01]. （原始内容存档于2022-06-15） （zh-yue-Hant-HK）.
4. ↑  凌逸德. . 香港01. 2021-12-29  [2022-01-01]. （原始内容存档于2022-06-18） （中文（香港））.
5. ↑  . 獨立媒體. 2022-05-19  [2022-06-13]. （原始内容存档于2022-07-24）.
6. ↑  .   [2022-09-07]. （原始内容存档于2022-09-10）.
7. ↑  . 明報. 2023-09-25  [2023-09-26]. （原始内容存档于2023-10-09）.

## 外部參考
- https://www.thestandnews.com/author/%E9%99%B3%E6%9C%97%E6%98%87 （页面存档备份，存于）